# Iigaste
Iigaste – wieś w Estonii, prowincji Valga, w gminie Tõlliste.